# Тесло

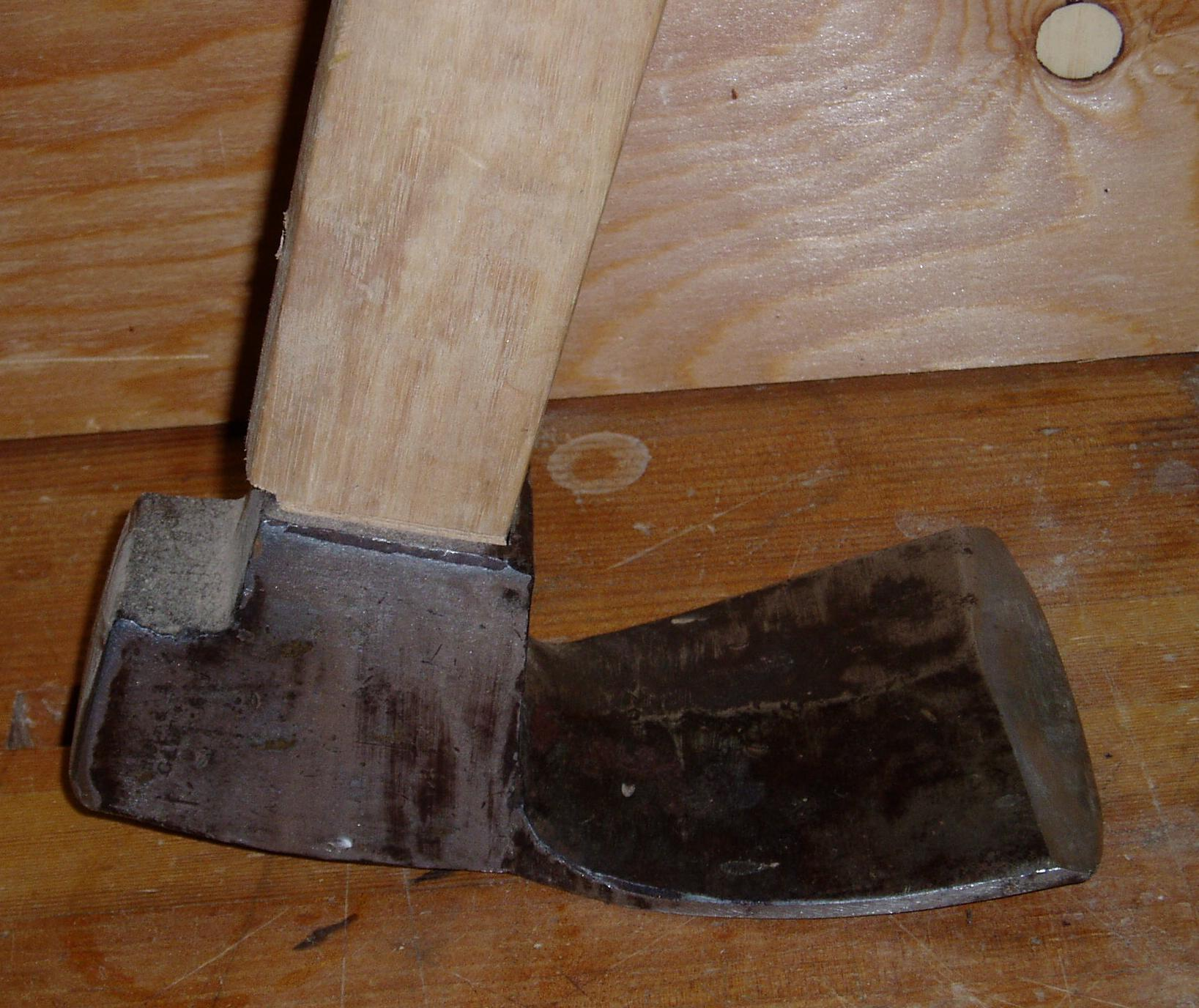
Тесло

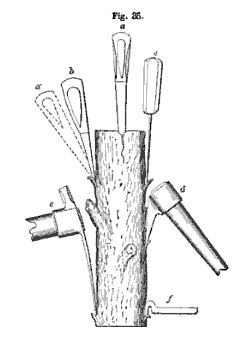
Малюнок XIX ст.

Теслó, те́сла (від прасл. *tesati) — вид сокири з лезом, розташованим перпендикулярно до топорища (як у мотиці, кирці). Іноді тесло має опукле лезо і жолобчасту форму. Застосовується для видовбування різноманітних виробів з дерева (наприклад, корит, човнів-довбанок тощо) і вирубки пазів. Деякі народи віддають перевагу не звичайним сокирам, а інструментам саме такої форми. З часу бронзової епохи існують і комбіновані знаряддя — тесла-сокири (англ. adze-axe).

## Різновиди
- Тесло з жолобчастим лезом — уживається для витісування жолобів, оброблювання ділянок плавного переходу від круглих колод до чотирикутних брусів вікнин та дверних пройм, обтісування круглих кутів усередині будинку тощо[3].
- Тесли́ця,[4] Де́ксель (від нім. Dechsel — «тесло») — тесло, що застосовується в залізничній справі для тесання шпал.
- Пазни́к, Ґара́нок, Уті́рник[5] — тесло з вузьким пласким лезом для остаточного, чистого виймання пазів після вирубування їх сокирою[3].

## Кам'яні тесла

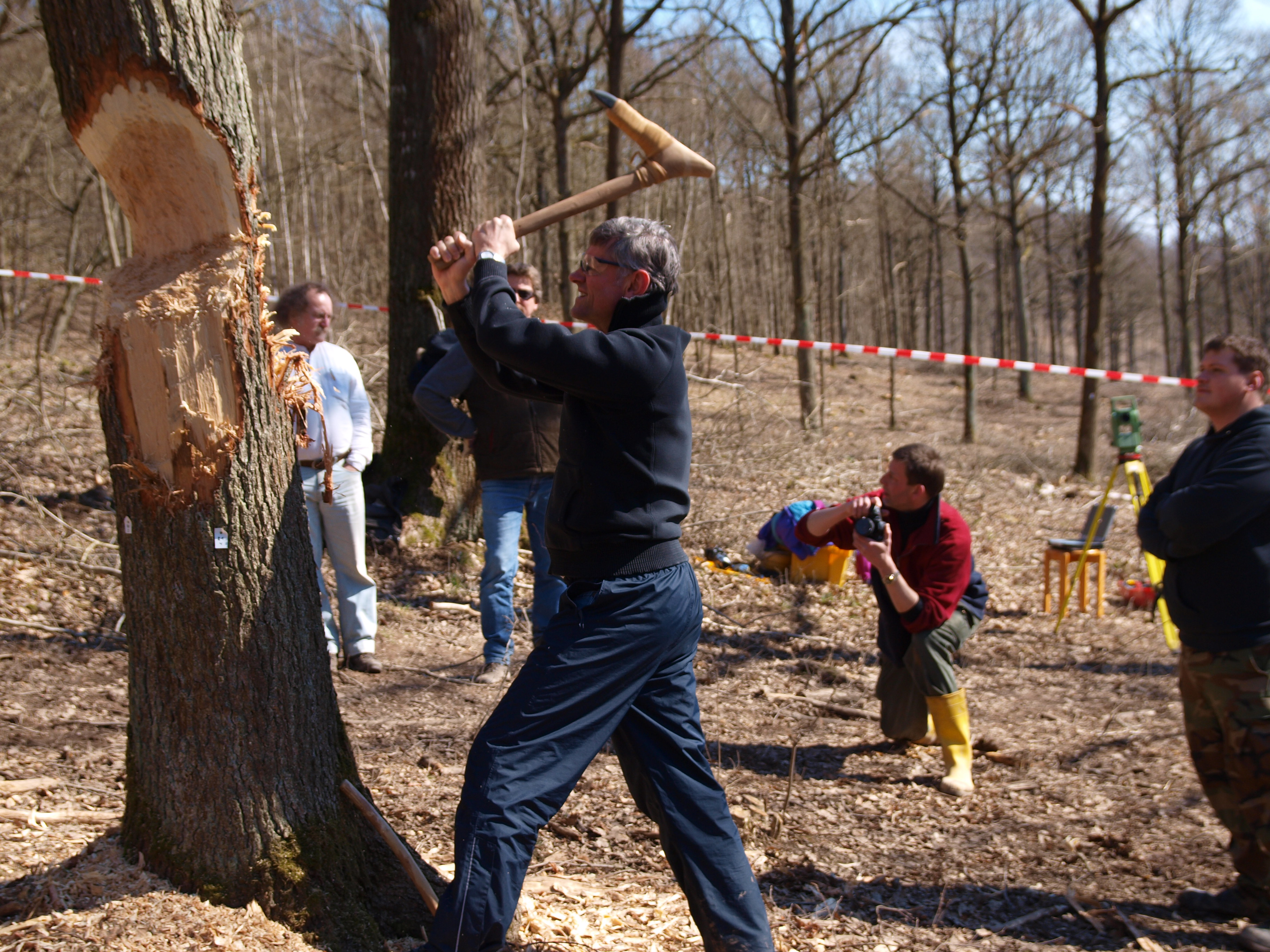
Експериментальна рубка дерева кам'яним теслом

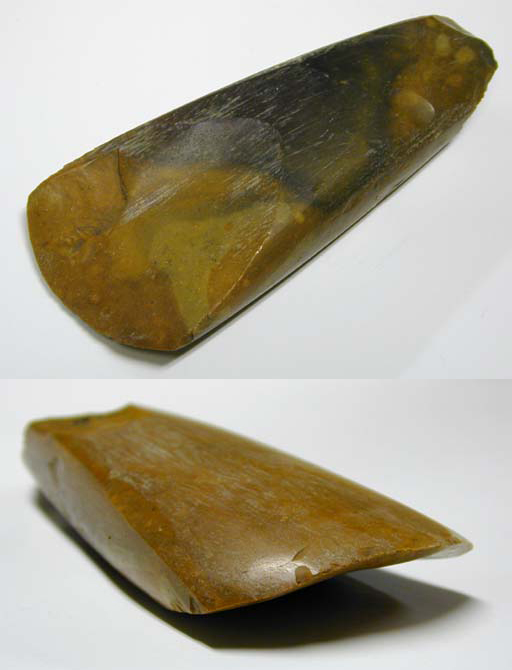
Шліфоване тесло зі Швеції

У кам'яній індустрії теслом називають рубальне знаряддя (і шліфовані, і тільки оббиті), що мають несиметричне (скошене) у профіль лезо. Що може вказувати на можливе в минулому його закріплення перпендикулярно до руків'я. Це підтверджується етнографічними прикладами. Хоча сокири також можуть мати несиметричні леза, що наочно показано на наведеному малюнку, правда, вже в XIX ст. Мабуть, багато тесловидних знарядь використовувалися для землеробських робіт як мотики або заступи. Тесла не завжди були закріплені в руків'ї. Їх також уживали замість шрубелів.
Кам'яні тесла широко застосовувалися і для вирубки й обробки каменю, не найміцніших видів, застосовуючи їх без руків'я або у вигляді кирки. Бронзові (спочатку — мідні), а потім і залізні тесла також широко вживалися каменярми давнини.
Єдиний народ, який постійно застосовував тесло («токі») як зброю — це новозеландські маорі[джерело?].